# تیم ملی والیبال زنان سوئد
تیم ملی والیبال زنان سوئد تیم ملی والیبال زنان کشور سوئد است.